# Анастасіос Кіссас
Анастасіос Кіссас (грец. Αναστάσιος Κίσσας, нар. 18 січня 1988, Нікосія) — кіпрський футболіст, воротар клубу «Неа Саламіна».
Дворазовий чемпіон Кіпру.

## Клубна кар'єра
Народився 18 січня 1988 року в місті Нікосія. Вихованець футбольної школи клубу АПОЕЛ. Дорослу футбольну кар'єру розпочав 2007 року в основній команді того ж клубу, кольори якої захищає й донині.

## Виступи за збірну
У 2010 році дебютував в офіційних матчах у складі національної збірної Кіпру. Наразі провів у формі головної команди країни 12 матчів.

## Титули і досягнення
- Чемпіон Кіпру (7):

АПОЕЛ: 2006-07, 2008-09, 2010-11, 2012-13, 2013-14, 2014-15, 2015-16
- Володар Кубка Кіпру (5):

АПОЕЛ: 2005-06, 2007-08, 2013-14, 2014-15
«Аполлон»: 2015-16, 2016-17
- Володар Суперкубка Кіпру (6):

АПОЕЛ: 2008, 2009, 2011, 2013
«Аполлон»: 2016, 2017